# Lubomír Hargaš
Lubomír Hargaš (Brno, 16 d'octubre de 1967) va ser un ciclista txec que s'especialitzà en la pista, concretament en el tàndem. Va guanyar sis medalles als Campionats del Món de l'especialitat.
Va morir, en ser atropellat per un bus, quan entrenava amb el seu company Pavel Buráň.